# Monica Gasparini
Monica Gasparini (Brescia, 17 settembre 1966) è una giornalista e conduttrice televisiva italiana.

## Biografia
Ha conseguito il diploma di liceo linguistico e si è laureata in legge alla Cattolica di Milano.
Ha iniziato la carriera da giornalista in televisioni locali bresciane: Videobrescia, Retebrescia e Teletutto.
Nel 1992 è arrivata a Mediaset dove ha affiancato Massimo De Luca alla conduzione del programma sportivo L'appello del martedì. Dal 1993 al 2006 ha fatto parte della redazione di Studio Aperto prevalentemente come conduttrice dell'edizione delle 18:30, alternandosi con altri giornalisti, tra i quali Claudio Brachino ed Elena Guarnieri.
Da novembre 2007 è approdata al TG5 di Clemente J. Mimun come conduttrice dell'edizione delle 17:00. Nel novembre 2008 ha sostituito Elena Guarnieri (impegnata nel nuovo ciclo del programma Vite straordinarie e appena diventata mamma di Fabio Antonio Querci) alla conduzione dell'edizione delle 13 del TG5 al fianco di Luca Rigoni. Nelle estati 2008 e 2009 ha anche condotto varie volte il TG5 delle ore 20:00.
Nel giugno 2010 è tornata a Studio Aperto come caporedattore e conduttrice del telegiornale delle 12:25. Nel 2011 ha condotto, insieme alle colleghe Monica Coggi e Silvia Carrera, la trasmissione di prima serata di Italia 1 Tabloid, curata dalle redazioni giornalistiche di Studio Aperto e Videonews.
Da settembre 2011 a marzo 2012 ha fatto l'opinionista a varie puntate di Mattino Cinque.
Nel 2012 è stata scelta dal direttore Giovanni Toti quale volto di punta del TG4, che dopo 20 anni di direzione Fede ha operato un restyling. Il 9 aprile è passata nella redazione del TG4 con il ruolo di caporedattrice e conduttrice dell'edizione principale delle 18:55. Dopo l'ingresso di Toti in politica, Monica Gasparini è tornata al telegiornale di Italia 1 col nuovo ruolo di caporedattrice centrale e ha condotto ancora l'edizione di punta delle 12:25 a partire dal 10 febbraio 2014.
Dal 31 ottobre 2024 viene nominata vicedirettore della testata.

## Vita privata
È stata compagna del giornalista sportivo Alberto D'Aguanno fino alla sua morte, nel 2006, e da cui ha avuto due figli.
Dal 2007 è sentimentalmente legata ad un altro giornalista, Ivan Zazzaroni.

## Televisione
- L'appello del martedì (Italia 1, 1992)
- Studio Aperto (Italia 1, 1993-2006, 2010-2012; dal 2014)
- TG5 (Canale 5,  2007-2010)
- Tabloid (Italia 1, 2011)
- TG4 (Rete 4, 2012-2014)[2]

## Riconoscimenti
- La città di Brescia le ha conferito nel novembre 2010 il "Premio donne leader 2010" con la motivazione: giornalista affermata, semplice e raffinata, strettamente legata alla sua terra bresciana.